# Желаево (Западно-Казахстанская область)
Жела́ево (каз. Желаево) — посёлок в Западно-Казахстанской области Казахстана. Находится в подчинении городской администрации Уральска. Административный центр и единственный населённый пункт Желаевского сельского округа. Код КАТО — 271034100.

## Население
В 1999 году население посёлка составляло 554 человека (275 мужчин и 279 женщин). По данным переписи 2009 года, в посёлке проживали 2084 человека (1026 мужчин и 1058 женщин).